# Amgaïta
L'amgaïta és un mineral de la classe dels sulfats. Rep el nom del riu Amga, la conca del qual acull la localitat tipus: el jaciment de Khokhoyskoe (Rússia).

## Característiques
L'amgaïta és un tel·lurat de fórmula química Tl+3₂Te6+O₆. Va ser aprovada com a espècie vàlida per l'Associació Mineralògica Internacional l'any 2022, sent publicada l'any 2022. Cristal·litza en el sistema trigonal.
L'exemplar que va servir per a determinar l'espècie, el que es coneix com a material tipus, es troba conservat a les col·leccions del Museu Mineralògic Fersmann, de l'Acadèmia de Ciències de Rússia, a Moscou (Rússia), amb el número de registre: 5773/1.

## Formació i jaciments
Va ser descoberta en una regió aigües amunt del Khokhoy Creek, al districte d'Aldansky (Sakhà, Rússia). Aquest indret és l'únic a tot el planeta on ha estat descrita aquesta espècie mineral.